# Westend (Berlin)
 For alternative betydninger, se Westend. (Se også artikler, som begynder med Westend)
Westend er en bydel (tysk: Ortsteil) i Charlottenburg-Wilmersdorf-distriktet (tysk: Bezirk) i Berlin, Tyskland. Westend har et areal på 13,53 km2 og et befolkningstal på 41.328 (2020). Bydelen har dermed en befolkningstæthed på 3.055 indbyggere pr. km2.  
Westend har bydelsnummeret 0405.      
Bydelen udviklede sig efter 1866 til et beboelseskvarter for det velhavende borgerskab bestående af palæer og villaer, og navngivet efter West End i London. I dag er bydelen forholdsvis tæt befolket, men er stadig et velhaverkvarter.

## Personer med tilknytning til Westend
- Conrad Ansorge (1862-1930), pianist og komponist
- Cato Bontjes van Beek (1920-1943), modstandskvinde
- Elly Beinhorn (1907-2007), pilot
- Ernest Beutler (1928-2008), mediciner
- Karl Bonhoeffer (1868-1948), psykiater og neurolog
- Alfred Braun (1888-1978), radiopioner
- Lil Dagover (1887-1980), skuespiller
- Marlene Dietrich (1901-1992), skuespiller og chansonnette
- Günter von Drenkmann (1910-1974), advokat
- Heli Finkenzeller (1911-1991), skuespiller
- Dietrich Fischer-Dieskau (1925-2012), sanger
- Karl Foerster (1874-1970), gartner
- Wilhelm Foerster (1832-1921), astronom
- Willi Forst (1903-1980), skuespiller og instruktør
- Willy Fritsch (1901-1973), skuespiller og sanger
- Gustav Fröhlich (1902-1987), skuespiller
- Stefan George (1868-1933), forfatter
- Magda Goebbels (1901-1945), gift med Joseph Goebbels
- Henriette Gottlieb (1884-1942), operasanger
- Brigitte Grothum (1935-), skuespiller
- Karl-Theodor zu Guttenberg (1971-), politiker
- Dieter Hallervorden (1935-), skuespiller
- Edith Hancke (1928-2015), skuespiller
- Theodor Haubach (1896-1945), journalist, politiker og modstandsmand
- Curd Jürgens (1915-1982), skuespiller
- Hilde Körber (1906-1969), skuespiller
- Veit Harlan (1899-1964), skuespiller og instruktør
- Lilian Harvey (1906-1968), skuespiller, sanger og danser
- Johannes Heesters (1903-2011), skuespiller og sanger
- Trude Hesterberg (1892-1967), skuespiller og sanger
- Paul Hindemith (1895-1963), komponist
- Otto Hintze (1861-1940), historiker
- Paul Oskar Höcker (1865-1944), forfatter
- Hildegard Knef (1925-2002), skuespiller, chansonnette og forfatter
- Robert Koch (1843-1910), læge og bakteriolog
- Georg Kolbe (1877-1947), billedhugger
- Gertrud Kolmar (1894-1943), forfatter
- Kate Kühl (1899-1970), kabaretkunstner
- La Jana (1905-1940), danser og sanger
- Lotte Lenya (1898-1981), skuespiller og sanger
- Sabine Lepsius (1864-1942), kunstner
- Reinholdt Lepsius (1857-1922), kunstner
- Theo Mackeben (1897-1953), komponist
- Erich Mendelsohn (1887-1953), arkitekt
- Erwin Milzkott (1913-1986), musiker
- Brigitte Mira (1910-2005), operasanger og skuespiller
- Emil Nolde (1867-1956), maler
- Heinz Oestergaard (1916-2003), modeskaber
- Anny Ondra (1902-1987), skuespiller
- Lilli Palmer (1914-1986), skuespiller
- Harry Piel (1892-1963), skuespiller og instruktør
- Henny Porten (1890-1960), skuespiller
- Carl Raddatz (1912-2004), skuespiller
- Erich Maria Remarque (1898-1970), forfatter
- Joachim Ringelnatz (1883-1934), forfatter og maler
- Willi Rose (1902-1978), skuespiller
- Bernd Rosemeyer (1909-1938), racerkører
- Heinz Rühmann (1902-1994), skuespiller og instruktør
- Erich Salomon (1886-1944), fotograf
- Thilo Sarrazin (1945-), politiker
- Hjalmar Schacht (1877-1970), økonom, bankier og politiker
- Max Schmelling (1905-2005), bokser
- Bubi Scholz (1930-2000), bokser
- Oda Schottmüller (1905-1943), danser og billedhugger
- Arnold Schönberg (1874-1951), komponist
- Harro Schulze-Boysen (1909-1942), modstandsmand
- Libertas Schulze-Boysen (1913-1942), modstandskvinde
- Annemarie Schwarzenbach (1908-1942), forfatter og journalist
- Georg Simmel (1858-1918), sociolog og politolog
- Albert Speer (1905-1981), arkitekt og dømt krigsforbryder
- Camilla Spira (1906-1997), skuespiller
- Ilse Stöbe (1911-1942), modstandskvinde
- Richard Strauss (1864-1949), komponist og dirigent
- Olga Tjechova (1897-1980), skuespiller
- Ernst Udet (1896-1941), generalløjtnant
- Else Ury (1877-1943), børnebogsforfatter
- Robert Walser (1878-1956), forfatter
- Wilhelm Wandschneider (1866-1942), billedhugger
- Kurt Weill (1900-1950), komponist
- Friedrich Weißler (1891-1937), jurist og modstandsmand
- Ulrich von Wilamowitz-Mollendorff (1848-1931), klassisk filolog
- Gustav Wunderwald (1882-1945), maler